# Body Shaming (bài hát)
"Body Shaming" (n.đ. 'Miệt thị ngoại hình') là một ca khúc được trình bày bởi Choco Trúc Phương và cũng đồng thời là ca khúc tạo nên tên tuổi cho nữ ca sĩ khi được xuất hiện nhiều trên các nền tảng mạng xã hội ở Việt Nam cũng như Trung Quốc. Ca khúc được sáng tác bởi Bùi Công Nam dành cho bộ phim sitcom "Xóm Xô Xồ", một bộ phim đầu tay của Viện Âm nhạc và Nghệ thuật thuộc Trường Đại học Công nghệ Thành phố Hồ Chí Minh cùng CFilm Production.
"Body Shaming" cũng chính là ca khúc đánh dấu một năm trở lại sau bài hát debut "Người yêu không đá" của cô vào năm 2022.

## Nội dung
Video âm nhạc cho ca khúc "Body Shaming" được thực hiện hoàn toàn trong một studio do chính nữ ca sĩ đóng vai chính hóa thân trở thành một cô gái có ngoại hình mũm mĩm nhưng lại vô cùng tích cực trước những bình luận hay đánh giá tiêu cực của nhiều người trên mạng xã hội. Câu chuyện của cô được cho là truyền cảm hứng về việc phải yêu bản thân và không ngừng phát triển bản thân. Video âm nhạc cũng chỉ được quay chỉ trong vòng 2 tuần và được phát hành vào tối ngày 28 tháng 9 năm 2023. Bản thân nữ ca sĩ cũng chia sẻ trước đây mình đã nhận được khá nhiều miệt thị về ngoại hình do bản thân tăng cân và khá mập. Ca khúc "Body Shaming" chính là câu trả lời của cô.
"Body Shaming" được cho chính là lời nhắn hài hước đến những người bình luận tiêu cực hãy nhìn lại bản thân để giảm thiểu các đánh giá tiêu cực làm tổn thương đến người khác. Nữ ca sĩ có chia sẻ thêm, "Thông qua bài hát, mình muốn truyền cảm hứng đến người trẻ phải yêu bản thân và không ngừng hoàn thiện. Đặc biệt, hãy dừng hành động miệt thị ngoại hình người khác".

## Đánh giá
Theo nhà báo Tấn Phát của tờ báo Hoa Học Trò đã đánh giá ca khúc có ca từ dễ thương và bắt tai khán giả. Lời của ca khúc được cho là như cách trò chuyện với nhau giữa các bạn trẻ trên mạng xã hội. Về phần video âm nhạc, anh cho rằng việc bổ sung các kỹ xảo minh họa cho việc tương tác trên mạng xã hội đã giúp video trở nên bắt mắt và hấp dẫn đối với người xem.

## Tác động và ảnh hưởng
Sau một tháng ra mắt, ca khúc "Body Shaming" cũng đã trở nên nổi tiếng trên nền tảng Douyin của Trung Quốc. Hàng loạt nhân vật nổi tiếng trên mạng xã hội của nước này cũng đã nhảy hoặc hát theo ca khúc bằng chính tiếng Việt. Ca khúc cũng được cho là đã lọt vào top 1 tìm kiếm trên tất cả các mạng xã hội ở Trung Quốc. Thậm chí, một lớp học tại Trung Quốc cũng đã hát lại ca khúc và nhận được lượt tương tác cao trên chính nền tảng này. Theo nhận định của tờ Hoa Học Trò, có lẽ là ca khúc Việt nổi tiếng quốc tế tiếp theo sau "See Tình" của Hoàng Thùy Linh. Ngoài thị trường Trung Quốc, ca khúc cũng được cho là khá phổ biến tại các thị trường âm nhạc khác như Malaysia hay Singapore.
Tính từ tuần thứ 6 kể từ khi ra mắt, ca khúc đã đạt top 1 viral trên nền tảng TikTok với 700 nghìn người sử dụng và đứng đầu template Capcut tại Trung Quốc với hơn 2 triệu lượt sử dụng. Ca khúc cũng đã đạt 3 tỷ lượt xem trên TikTok, 6 triệu lượt xem trên YouTube và đứng vị trí thứ 3 bảng xếp hạng iTunes chỉ chưa đầy 24 giờ ra mắt. Trên Spotify Việt Nam, ca khúc đã lọt vào 20 ca khúc xu hướng trên nền tảng. Trên nền tảng Shazam, thậm chí bài hát còn trở thành biểu tượng tìm kiếm.